# Fosalacina
La fosalacina (L-leucil-L-alanil-fosfinotricina) es un fosfinato tripéptido natural que consiste en unión del aminoácidos leucina, alanina y glufosinato. La fosalacina es un herbicida natural que se aisló de una cepa de Kitasatosporia phosalacinea.
La fosfinotricina (PT) (comúnmente conocida como glufosinato), es un aminoácido no proteinogénico que se descubrió como un componente del tripéptido PT-Ala-Ala (llamado bialafos). Posteriormente se encontró en el tripéptido PT-Ala-Leu (fosalacina) de Kitasatosporia phosalacinea y el tetrapéptido PT-Ala-Ala-Ala (trialafos). Como análogos estructurales de un intermediario catalítico de la glutamina sintetasa (GS). El glufosinato inhibe de manera potente esta enzima, pero tiene poca actividad como aminoácido libre, probablemente debido a una mala absorción. Sin embargo, los péptidos "caballo de Troya" derivados del glufosinato se importan fácilmente a las células donde las peptidasas liberan el inhibidor activo. Sin embargo, la muerte de la planta como resultado de la inhibición de la GS de la planta ha convertido a estas sustancias como unos herbicidas exitosos que se venden típicamente como sal de amonio.